# Jacques Claude Beugnot
Pour les articles homonymes, voir Beugnot.
Jacques Claude, comte Beugnot, né le 25 juillet 1761 à Bar-sur-Aube, et mort le 24 juin 1835 à Bagneux, est un magistrat et homme politique français de tendance républicaine. Opposé aux sans-culottes comme aux royalistes, il exerça des charges importantes sous le Premier Empire.

## Biographie

### Révolution française
Avant la Révolution, il était lieutenant-général du présidial de Bar-sur-Aube. En 1790, il devint procureur-général syndic du tout nouveau département de l'Aube, et fut élu par ce département à l'Assemblée législative, le 8 septembre 1791, le septième sur neuf, par 223 voix sur 350 votants. Il y siégea parmi les constitutionnels et fréquenta Danton. Le 25 novembre, il s'opposa à Albitte sur les mesures à prendre contre les prêtres réfractaires : « Si vous croyez qu'il soit indispensable d'établir, par une loi, l'ouverture des églises, je vous demande si vous ne reconnaîtrez pas aussi qu'il est indispensable d'établir, par une loi, la manière de s'y réunir. » Le 13 janvier 1792, il soutint le ministre Antoine François Bertrand de Molleville, contre le comité de la marine qui demandait un décret d'accusation ; le 20 janvier, il provoqua une demande d'explication à l'empereur Léopold II sur le traité de Pillnitz ; le 16 avril, il s'opposa au projet de Condorcet tendant à l'élection des agents de la trésorerie par le peuple et le 3 mai il proposa, soutenu par Viénot-Vaublanc, un décret d'accusation contre les journalistes incendiaires, qui amena l'arrestation de Marat et de l'abbé Royou, ce qui lui valut la haine des Jacobins.
Après le 10 août 1792, il ne reparut plus à l'assemblée, fut arrêté et emprisonné en octobre 1793, d'abord à la Conciergerie puis à La Force à partir du 26 décembre de la même année, d'où il ne sortit qu'après la chute de Robespierre.

### Premier Empire
Il entra en relation avec la famille Bonaparte et, après le coup d'État du 18 brumaire, devint conseiller de Lucien Bonaparte, alors ministre de l'intérieur, et il eut notamment comme mission de désigner les nouveaux préfets. Le 11 ventôse an VIII, il s'adjugea la préfecture de Rouen, qu'il conserva jusqu'au 11 mars 1806. Le 25 prairial an XII, il avait été nommé membre de la Légion d'honneur.
En 1807, il fut chargé de l'organisation du nouveau royaume de Westphalie et fut nommé ministre des finances de Jérôme Bonaparte, roi de Westphalie. En 1808, il devint administrateur du grand-duché de Berg, chevalier de l'Empire, le 6 juin, officier de la Légion d'honneur, le 3 décembre 1809 et comte de l'Empire, le 24 février 1810. Il proposa le conseiller von Bülow pour lui succéder au ministère des Finances de Westphalie.

### Restauration française

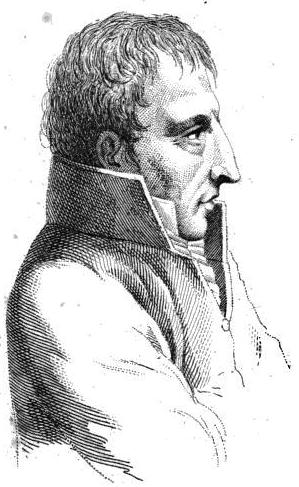
Portrait de Beugnot en 1820.

De retour en France, en 1813, il devint préfet à Lille et, en 1814, ministre de l'intérieur du gouvernement provisoire. À la demande de Talleyrand, il rédigea une longue allocution à l'occasion de l'entrée à Paris du comte d'Artois ; Talleyrand n'en retint que la phrase : « Il n'y a rien de changé en France, il n'y a qu'un Français de plus », ce qui lui valut les plus vives protestations du comte d'Artois.
Une ordonnance de Louis XVIII nomma Beugnot, le 13 mai 1814, directeur général de la police. Il rétablit les processions et le repos obligatoire du dimanche. Il devint ministre de la marine le 3 décembre 1814, poste qu'il occupait alors que Napoléon Bonaparte rentrait de l'île d'Elbe. Beugnot accompagna le roi à Gand et, à son retour, reçut, le 9 juillet 1815, la direction générale des postes, qui lui fut bientôt retirée, sans doute à cause de son manque de soutien aux ultra-royalistes, pour une fonction plutôt honorifique de ministre d'État.
Le 4 octobre 1816, il fut élu député de la Seine-Inférieure et siégea avec les libéraux, alors appelés « doctrinaires », petit parti qui, selon ses dires « tiendrait tout entier sur mon canapé ». Le 24 avril 1817, il est fait Grand officier de la Légion d'honneur et, le 16 juin, il devint directeur général de la caisse d'amortissement.
Le 11 septembre 1819, il fut réélu député et se rapprocha du ministère Decazes. Il contribua au rejet de la proposition de Barthélemy, qui avait pour but de restreindre les droits électoraux et défendit la liberté de la presse, qu'il combattit un peu plus tard.
En 1820, il donna sa démission de député et se retira de la vie publique. Il a laissé des Mémoires. Entre autres, il y prétend avoir fourni le texte de la déclaration adressée par le roi au peuple français avant son retour en France - mais il est connu à présent que c'est un autre texte qui fut adopté.
En 1830, il fut fait pair de France par Charles X, confirmé par Louis-Philippe après la révolution de Juillet.
Il prétendait que son père et l'abbé de Langres avaient tiré la comtesse de La Motte de la misère.
Les papiers personnels de Jacques Claude Beugnot sont conservés aux Archives nationales sous la cote 40AP : Inventaire du fonds

## Œuvres
- Mémoires du comte Beugnot, ancien ministre (1783-1815), publiés par le comte Albert Beugnot, son petit-fils, 1866, Paris, Editions Dentu, tome premier, 508 pages, et tome second, 422 pages (deuxième édition en 1868).

## Distinctions
- Légion d'honneur[5] :
  - Légionnaire (25 prairial an XII), puis,
  - Officier (30 décembre 1809), puis,
  - Commandant (30 juin 1811), puis,
  - Grand officier (24 avril 1817), puis,
  - Grand-croix de la Légion d'honneur (1er mai 1821).

## Armoiries
| Figure | Blasonnement |
|        | Armes du chevalier Beugnot et de l'Empire (lettres patentes du 6 juin 1808). Tiercé en fasce: d'argent à un chevron d'azur accompagné de trois raisins de gueules; de gueules au signe des chevaliers légionnaires, et d'un échiqueté d'or et d'azur. |
|        | Armes du comte Beugnot et de l'Empire (lettres patentes du 24 février 1809). Coupé ; le premier parti à dextre du quartier des comtes conseillers d'État, et de gueules au signe des chevaliers ; le deuxième d'argent au chevron d'or accompagné de trois grappes de raisin de gueules. - Livrées : les couleurs de l'écu. |
|        | Armes du comte Beugnot, pair de France (baron-pair héréditaire le 27 janvier 1830, lettres patentes du 8 mai 1830), Écartelé aux 1 et 4 d'argent au chevron d'or accompagné de trois grappes de raisin de sinople au 2 d'azur à un livre ouvert d'argent au 3 d'azur à une ancre d'argent. ou D'azur, au chevron de gueules accompagné de trois grappes de raisin de sable, feuillées de sinople, au chef d’azur chargé d’un rouleau d’argent. |